# Fabio Wagner
Fabio Wagner (* 17. September 1995 in Landshut) ist ein deutscher Eishockeyspieler, der seit Juli 2025 beim EHC Red Bull München aus der Deutschen Eishockey Liga (DEL) unter Vertrag steht und dort auf der Position des Verteidigers spielt. Zuvor war Wagner insgesamt elf Spielzeiten für den ERC Ingolstadt in der DEL aktiv.

## Karriere

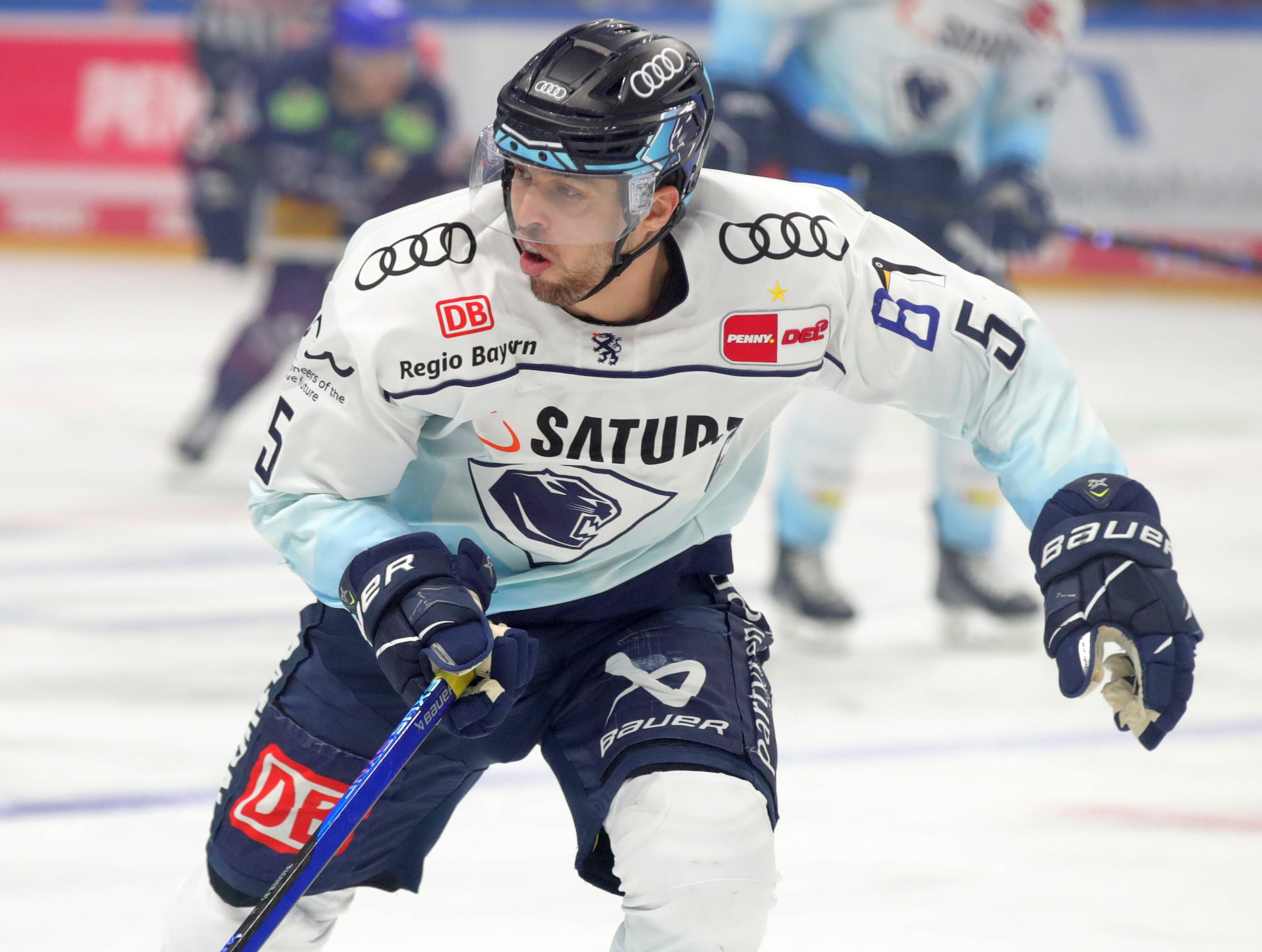
Wagner im Trikot des ERC Ingolstadt (2022)

Fabio Wagner ist der Sohn des früheren Nationalverteidigers Bernd Wagner. Er entstammt der Nachwuchsarbeit des EV Landshut. Für dessen Profimannschaft debütierte der Verteidiger im Verlauf der Saison 2012/13 in der 2. Eishockey-Bundesliga. Zu diesem Zeitpunkt war der 17-Jährige noch hauptsächlich in der U18-Mannschaft in der Deutschen Nachwuchsliga (DNL) aktiv. In der Spielzeit 2013/14 avancierte das Talent bereits zum Stammspieler bei den Profis und sicherte sich am Saisonende die Auszeichnung zum Rookie des Jahres der neu geschaffenen DEL2.
Die Leistungen Wagners blieben auch den Mannschaften der Deutschen Eishockey Liga (DEL) nicht verborgen und so sicherten sich zur Saison 2014/15 der ERC Ingolstadt die Dienste des Abwehrspielers. Im Frühjahr 2017 verlängerte er seinen Vertrag bei den Panthern vorzeitig bis 2020, anschließend noch einmal bis 2023. Im selben Jahr wurde er mit dem ERCI Vizemeister. Nach einer abermaligen Vertragsverlängerung bis zum Ende der Spielzeit 2024/25 verließ Wagner den ERC Ingolstadt im Sommer 2025 nach insgesamt elf Jahren und wechselte innerhalb der DEL zum EHC Red Bull München.

### International
Fabio Wagner hat mehrere Nachwuchsnationalmannschaften durchlaufen. Bei der U20-WM war er zweimal im Einsatz. 2013/14 wurde er zu einem der Top-3-Spieler seines Teams gewählt. Bei der Weltmeisterschaft 2015 war er Vizekapitän. Ins Aufgebot der A-Nationalmannschaft wurde Wagner erstmals im März 2018 berufen. In der Folge kam er bei den Weltmeisterschaften der Jahre 2021 und 2022 zu Einsätzen. Dazwischen lag die Nominierung für die Olympischen Winterspiele 2022 in Peking. Bei der Weltmeisterschaft 2023 gewann Wagner mit der deutschen Mannschaft die Silbermedaille, ehe er in Jahren darauf bei den Welttitelkämpfen 2024 und 2025 erneut zum Aufgebot gehörte.

## Erfolge und Auszeichnungen
- 2014 DEL2-Rookie des Jahres
- 2023 Deutscher Vizemeister mit dem ERC Ingolstadt
- 2023 Silbermedaille bei der Weltmeisterschaft

## Karrierestatistik
Stand: Ende der Saison 2024/25

### International
Vertrat Deutschland bei:

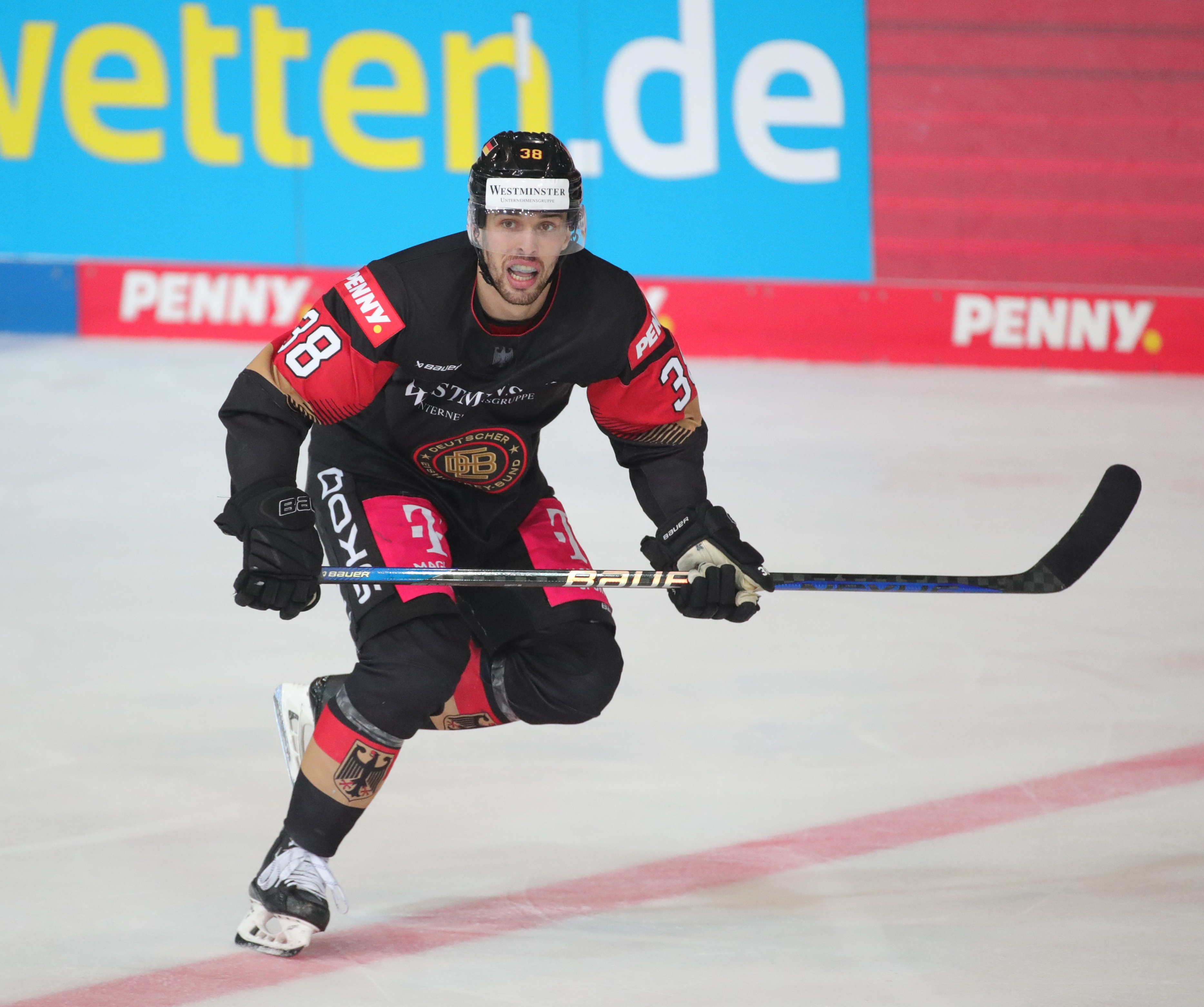
Wagner bei einem Länderspiel der deutschen Nationalmannschaft (2023)

| - World U-17 Hockey Challenge 2012 - U18-Junioren-Weltmeisterschaft 2013 - U20-Junioren-Weltmeisterschaft 2014 - U20-Junioren-Weltmeisterschaft 2015 - Weltmeisterschaft 2021 | - Olympischen Winterspielen 2022 - Weltmeisterschaft 2022 - Weltmeisterschaft 2023 - Weltmeisterschaft 2024 - Weltmeisterschaft 2025 |

(Legende zur Spielerstatistik: Sp oder GP = absolvierte Spiele; T oder G = erzielte Tore; V oder A = erzielte Assists; Pkt oder Pts = erzielte Scorerpunkte; SM oder PIM = erhaltene Strafminuten; +/− = Plus/Minus-Bilanz; PP = erzielte Überzahltore; SH = erzielte Unterzahltore; GW = erzielte Siegtore; 1 Play-downs/Relegation; Kursiv: Statistik nicht vollständig)